# Российская ассоциация пролетарских музыкантов
Российская ассоциация пролетарских музыкантов (РАПМ) — музыкально-общественная организация, существовавшая с 1923 по 1932 год, имевшая также названия Ассоциация пролетарских музыкантов (АПМ) и Всероссийская ассоциация пролетарских музыкантов (ВАПМ).
РАПМ была основана в Москве по инициативе группы музыкантов — членов РКП(б) и видела свою цель в создании массового революционного музыкального репертуара. Ассоциация занималась прежде всего музыкально-просветительской деятельностью, среди её членов были композиторы М. В. Коваль, Д. С. Васильев-Буглай, М. И. Красев, музыковеды Ю. В. Келдыш, Д. В. Житомирский, А. А. Громан-Соловцов. Возглавлял организацию (в 1925—1930 гг. — председатель, в 1930—1932 гг. — ответственный секретарь) Л. Н. Лебединский. 
Как и все связанные с искусством «пролетарские» организации того времени, РАПМ исповедовала идеологию Пролеткульта, как и все «пролетарские» организации отличалась нетерпимостью ко всему, что считала непролетарским; полвека спустя Ю. В. Келдыш писал: «Суждения теоретиков РАПМ страдали вульгарным социологизмом и часто бывали несправедливы по отношению к виднейшим представителям советской музыки и передовым художникам зарубежных стран. …Многие ценные явления классического музыкального искусства объявлялись идейно чуждыми пролетариату. Одной из серьёзных ошибок РАПМ была недооценка вопросов мастерства и крупных музыкальных форм, причём массовая песня рассматривалась как „основное звено“ творчества композиторов».
В 1925 году РАПМ покинула группа композиторов (Д. С. Васильев-Буглай, М. И. Красев, К. А. Корчмарёв, Г. Г. Лобачёв), не разделявших воззрений её идеологов. Они образовали Объединение революционных композиторов и музыкальных деятелей (ОРКИМД).
Близкой РАПМ о духу была созданная в середине 1920-х организация «Проколл» (Производственный коллектив студентов Московской консерватории), в которую входили, в частности, композиторы А. А. Давиденко, В. А. Белый, Б. С. Шехтер, позже также Д. Б. Кабалевский и А. И. Хачатурян. «Проколл», тесно связанный с хоровыми коллективами московских предприятий, стремился преодолеть разрыв между массовыми жанрами и академической музыкой, создать массовую музыку революционного содержания, используя в качестве интонационной основы пролетарские гимны и русские народные песни. Основное ядро «Проколла», во главе с лидером организации, А. Давиденко, в 1929 году влилось в РАПМ.
Деятельность РАПМ оказывала влияние на становление национальных музыкальных обществ. Так например, в 1928 году при непосредственном участии В. А. Белого, учреждена Ассоциация пролетарских музыкантов Украины.
Печатными органами РАПМ в разное время были журналы «Музыка и Октябрь» (1926), «Пролетарский музыкант» (1929—1932) и «За пролетарскую музыку» (1930—1932).
После издания 23 апреля 1932 года постановления ЦК ВКП(б) «О перестройке литературно-художественных организаций» был учреждён Союз советских композиторов, — РАПМ, как и все остальные музыкальные организации, был распущен.